# Xenomorphon baranowskii
Xenomorphon baranowskii es una especie de escarabajo perteneciente a la familia Lycidae. Descubierto en 2023, el escarabajo se diferencia de otras especies de la familia por no tener alas ni Élitros.